# حلقي الهكسانون
حلقي الهكسانون (سيكلوهكسانون) هو مركب عضوي حلقي له الصيغة الكيميائية C6H10O، ويكون على شكل سائل عديم اللون.
ينتمي حلقي الهكسانون إلى مجموعة مركبات الكيتونات الحلقية.

## التحضير
يحضر حلقي الهكسانون بإحدى طريقتين:
- إما عن طريق الأكسدة الهوائية لمركب الهكسان والمحفزَّة بواسطة الكوبالت:[3]

- أو عن طريق أكسدة حلقي الهكسانول بوجود حفاز في وسط حمضي من حمض النتريك الممدد:

## الخصائص
يكون حلقي الهكسانون في الشروط العادية من الضغط ودرجة الحرارة على شكل سائل عديم اللون، ضعيف الامتزاج والانحلالية في الماء. بالمقابل يمتزج حلقي الهكسانون بشكل جيد مع باقي المذيبات العضوية.

## الاستخدامات
يستخدم حلقي الهكسانون بشكل أساسي في تفاعل تحضير كابرولاكتام، والذي يعد المادة الأساسية في تحضير نايلون 6، البوليمر واسع التطبيقات؛ وذلك عبر تحويله إلى الأكسيم الموافق باستخدام حفاز من حمض الكبريتيك.